# 남원 개령암지 마애불상군
남원 개령암지 마애불상군(南原 開嶺庵址 磨崖佛像群)은 대한민국 전북특별자치도 남원시 산내면 개령암 터 뒤 절벽에 있는 고려 시대의 마애불상군이다.
1992년 1월 15일 불상 9구가 대한민국의 보물 제1123호 개령암지마애불상군(開嶺庵址磨崖佛像群)으로 지정되었고, 2010년 8월 25일 현재의 명칭으로 변경되었으며, 2000년 9월 22일 불상 3구가 추가되었다.

## 개요
지리산 정령치에 연이은 고리봉 아래 개령암터 뒤 절벽에 새긴 이 마애불상군은 크고 작은 12구의 불상으로 이루어진 규모가 큰 불상군이다.
울퉁불퉁한 자연암벽이어서 조각 자체의 양각도 고르지 못하고 훼손도 심한 편이나 3구는 비교적 잘 남아 있다. 이 가운데 가장 거대한 불상은 4m나 되는데 조각솜씨도 제일 뛰어나 본존불로 여겨진다. 얼굴은 돋을새김이지만 신체의 옷주름은 선으로 처리를 하고 있어 일반적인 고려 마애불의 수법을 따르고 있다. 또한 큼직한 얼굴과 형식화된 이목구비, 장대해진 체구와 간략해진 옷주름 등에서도 고려시대에 유행하던 거불적인 특징을 보여주고 있다. 1∼2m의 작은 불상들 역시 조각수법이 모두 같으며, 각 부분의 양식이 비슷한 것으로 보아서 같은 시대에 만들어진 것으로 보인다.
이처럼 규모가 큰 불상군은 희귀한 예로서 그 가치가 인정되며, ‘세전(世田)’, ‘명월지불(明月智佛)’등의 글이 새겨 있어 그 중요성을 더해주고 있다.

## 추가 지정
개령암지마애불상군은 9구가 기지정되었는데, 그후 주불 위의 동측 모퉁이 암벽에 불상높이 45cm, 무릎폭 25cm 내외의 불상 2구와 우측편에 선각으로 표현된 불상 1구가 더 발견되었는 바, 이 불상들도 조각수법 등으로 미루어 볼 때 기지정된 불상군과 함께 조선된 것이 확실하므로 기 지정된 마애불상군 9구에 3구를 추가지정하여 총 12구로 관리하고자 함

## 현지 안내문
절벽을 이루는 바위에 여러 부처의 모습을 돋을새김한 이 불상들은 모두 열두 구에 달한다. 가장 큰 불상은 높이가 4m로 조각솜씨가 뛰어나, 으뜸으로 모셔진 것이라 여겨진다. 타원형의 얼굴, 다소 과장된 큼직한 코, 간략하게 처리한 옷주름, 듬진한 체구 등에서 고려시대 유행하던 불상의 특징릉 엿볼 수 있다. 이 불상 아래에 〈명월지불(明月智佛)〉이란 글귀가 새겨져 있어 진리의 화신인 비로자나불을 뜻하는 듯 하다. 1~2m 크기의 작은 불상들 역시 비슷한 양식으로 모두 고려시대에 만들어진 것이다. 주위를 감싼 산자락의 적막함이 헐어진 불상의 무상함을 더해 준다.

## 참고자료
- 남원 개령암지 마애불상군 - 국가유산청 국가유산포털
- 이 문서에는 다음커뮤니케이션(현 카카오)에서 GFDL 또는 CC-SA 라이선스로 배포한 글로벌 세계대백과사전의 내용을 기초로 작성된 글이 포함되어 있습니다.